# Lonely (canción de Diplo)
"Lonely" es una canción interpretada por el DJ estadounidense Diplo bajo el seudónimo de "Thomas Wesley" en colaboración con la banda Jonas Brothers. La canción será lanzada el 26 de septiembre de 2019. 

## Antecedentes
El día 25 de septiembre de 2019 presuntamente Diplo hackeo la cuenta oficial de instagram de la banda Jonas Brothers publicando durante el día imágenes donde se burlaba de los integrantes de la banda.
Posteriormente, el día 26 de septiembre fue publicado el adelanto de lo que será el vídeo oficial del sencillo a lanzarse el mismo día a media noche.

## Vídeo Musical
El vídeo musical será lanzado a la media noche del 26 de septiembre de 2019 y contará con temática vaquera.